# Lochkow
| system                            | oddział          | piętro  | wiek (mln lat) |
| --------------------------------- | ---------------- | ------- | -------------- |
| karbon                            | wczesny missisip | turnej  | młodsze        |
| dewon                             | górny            | famen   | 372,2–358,9    |
| dewon                             | górny            | fran    | 382,7–372,2    |
| dewon                             | środkowy         | żywet   | 387,7–382,7    |
| dewon                             | środkowy         | eifel   | 393,3–387,7    |
| dewon                             | dolny            | ems     | 407,6–393,3    |
| dewon                             | dolny            | prag    | 410,8–407,6    |
| dewon                             | dolny            | lochkow | 419,2–410,8    |
| sylur                             | przydol          | przydol | starsze        |
| Podział według ICS, wrzesień 2023 |                  |         |                |

Lochkow (ang. Lochkovian)
- w sensie geochronologicznym – najstarszy wiek epoki dewonu wczesnego, trwający około 5 milionów lat (od 416,0 ± 2,8 do 411,2 ± 2,8 mln lat temu). Lochkow jest młodszy od przydolu (sylur) a starszy od pragu.

- w sensie chronostratygraficznym – najniższe piętro dewonu dolnego, leżące powyżej przydolu (najwyższy oddział syluru), a poniżej pragu. Nazwa pochodzi od Lochkovu – południowo-zachodniej dzielnicy Pragi (Czechy). Stratotyp dolnej granicy lochkowu i zarazem międzynarodowy stratotyp granicy sylur/dewon znajduje się w Klonku koło Suchomastów (około 35 km na południowy zachód od Pragi). Granica oparta jest na pierwszym pojawieniu się graptolita Monograptus uniformis Přibyl, 1940.